# Ratunku, jestem rybką!
Ratunku, jestem rybką! (ang. Help! I’m a Fish, duń. Hjælp! Jeg er en fisk, niem. Hilfe! Ich bin ein Fisch) – irlandzko-niemiecko-duński film animowany w reżyserii Stefana Fjeldmarka i Michaela Hegnera.

## Opis filmu
Lisa i Tim są małżeństwem, które wraz z dwójką dzieci, trzynastoletnim Fly’em i ośmioletnią Stellą, spędza wakacje nad morzem. Pewnego dnia do rodziny przyjeżdża bratowa Lisy z dwunastoletnim synem Chuckiem. Pod nieobecność rodziców Fly i Stella zostają pod opieką ciotki. Gdy ciotka zasypia, oboje wraz z kuzynem wyruszają na ryby. Podczas wycieczki cała trójka trafia do laboratorium szalonego profesora, który jest twórcą preparatu na przemianę w rybę. Profesor produkuje też antidotum. Jednak Stella pije preparat i ląduje w morzu jako rozgwiazda. Fly rusza siostrze na ratunek jako ryba, a Chuck jako meduza podąża za nim. Oboje mają dwie doby na uratowanie Stelli i wypicie antidotum.

## Obsada głosowa
| Postać             | Wersja duńska        | Wersja niemiecka   | Wersja angielska   | Wersja polska               |
| ------------------ | -------------------- | ------------------ | ------------------ | --------------------------- |
| Fly                | Sebastian Jessen     | Roman Wolko        | Daniel Tay         | Jakub Truszczyński          |
| Stella             | Pil Neja             | Chiara Reuße       | Michelle Westerson | Ewa Konicka                 |
| Chuck              | Morten Kernn Nielsen | Clemens Ostermann  | Aaron Paul         | Jacek Wolszczak             |
| Joe                | Nis Bank-Mikkelsen   | Thomas Fritsch     | Alan Rickman       | Marian Opania               |
| prof. H.O. MacKryl | Søren Sætter-Lassen  | Dieter Landuris    | Terry Jones        | Grzegorz Wons               |
| Sasha              | Louise Fribo         | Louise Fribo       | Louise Fribo       | Louise Fribo                |
| ciotka Anna        | Ghita Nørby          | Regina Lemnitz     | Pauline Newstone   | Stanisława Celińska         |
| Lisa               | Paprika Steen        | Carin C. Tietze    | Teryl Rothery      | Dorota Landowska            |
| Bill               | Peter Gantzler       | Walter von Hauff   | John Payne         | Andrzej Ferenc              |
| rekin              | Dick Kaysø           | Rainer Basedow     | David Bateson      | Sylwester Maciejewski       |
| krab               | Ulf Pilgaard         | Gudo Hoegel        | David Bateson      | Andrzej Blumenfeld          |
| kierowca autobusu  | Zlatko Burić         | Hartmut Neugebauer | Richard Newman     | Mariusz Leszczyński (aktor) |
| okoń               | Martin Brygmann      | brak danych        | Scott McNeil       | Krzysztof Zakrzewski        |
| krewetka           | brak danych          | brak danych        | brak danych        | Andrzej Gawroński           |
| węgorz             | brak danych          | brak danych        | brak danych        | Jolanta Wilk                |
| flądra             | brak danych          | brak danych        | brak danych        | Jan Janga-Tomaszewski       |
| okoń               | brak danych          | brak danych        | brak danych        | Krzysztof Zakrzewski        |

## Pozostały personel wersji polskiej
Wersja polska: Master Film

Reżyseria: Elżbieta Jeżewska

Dialogi: Joanna Klimkiewicz

Dźwięk:
- Małgorzata Gil,
- Urszula Ziarkiewicz

Montaż:
- Gabriela Turant-Wiśniewska,
- Agnieszka Kołodziejczyk

Kierownictwo produkcji: Ewa Chmielewska

Zdjęcia i nagrania w systemie Dolby Digital: Wytwórnia Filmów Fabularnych i Dokumentalnych – Warszawa

Teksty piosenek: Andrzej Brzeski

Opracowanie muzyczne: Eugeniusz Majchrzak i Piotr Gogol

Soundtrack: Patricia Kaas i Lou Bega

Wydawca: BMG Poland

Wykonanie piosenek:
- „Podwodne sny” – Katarzyna Rodowicz
- „Rybastyczne, lecz prawdziwe” – Grzegorz Wons
- „Niespodzianie” – Daria Druzgała
- „Inteligencja” – Marian Opania
- „Czy wierzysz w magię?” – Ha-Dwa-O!

Lektor: Piotr Makowski

## Recenzje
Magazyn filmowy „Cinema” ocenił film na 60%. Określił go jako produkcję o dużym rozmachu jak na europejskie warunki, a także jako skierowany raczej do starszych dzieci: „Nie ma tutaj gładkości charakterystycznej dla produkcji spod znaku Disneya, pojawia się szczypta przemocy i czarnego humoru”.